# Sven Hansson i Torp
Sven Hansson (i riksdagen kallad Hansson i Torp), född 17 februari 1827 i Ringarums församling, Östergötlands län, död där 24 maj 1878, var en svensk lantbrukare, mejerist och politiker.
Sven Hansson brukade en gård i Torp i Ringarums socken, där han också var kyrkligt och kommunalt aktiv, bland annat som kommunalstämmans ordförande 1863–1869.
Hansson företrädde bondeståndet i Hammarkinds och Skärkinds härader vid ståndsriksdagen 1865–1866, och var efter tvåkammarriksdagens införande ledamot i andra kammaren för Hammarkinds härads, Stegeborgs skärgårds och Skärkinds härads domsagas valkrets 1867–1869. År 1867 tillhörde han Ministeriella partiet, men övergick till Nyliberala partiet 1868 och kvarstod där mandatperioden ut. I riksdagen skrev han åtta egna motioner, bl a om kyrkoherdens ställning i skolrådet och om tryggandet av omyndigs egendom.